# Jan Vertonghen
Jan Bert Lieve Vertonghen (phát âm tiếng Hà Lan: [jɑn vərtɔŋə (n)]; sinh ngày 24 tháng 4 năm 1987) là một cầu thủ bóng đá chuyên nghiệp người Bỉ hiện đang thi đấu cho câu lạc bộ Belgian Pro League Anderlecht. Được đánh giá là một trong những hậu vệ xuất sắc nhất thế giới trong thế hệ của mình nhờ sự đa năng trong lối chơi, anh có thể thi đấu tốt ở cả vị trí trung vệ lẫn hậu vệ trái.

## Sự nghiệp câu lạc bộ
Sau khi dành thời gian chơi tại VK Tielrode và Germinal Beerschot, Vertonghen chuyển đến Hà Lan và đã ký một hợp đồng với học viện thanh thiếu niên AFC Ajax. Anh chơi ở vị trí Tiền vệ (chủ yếu là Tiền vệ trung tâm).

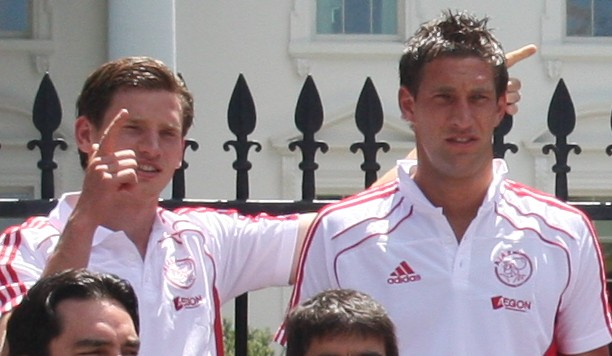
Vertonghen (trái) và Maarten Stekelenburg.

 Ngày 23 tháng 8 năm 2006, Vertonghen ra mắt đội bóng của mình tại Champions League vòng sơ loại thứ ba khi đá với Copenhagen. Sau khi mùa đông, anh đã được gửi cho clb RKC Waalwijk mượn. Tại RKC Waalwijk, anh đã chơi 12 trận, trong đó anh ghi được ba bàn thắng, nhưng anh đã không thể giúp họ được lên hạng.
Vertonghen trở lại Ajax vào mùa giải 2007-2008, nơi anh đã trở thành ngôi sao, nhưng không thể vượt qua một chấn thương tồi tệ cũng như sự hiện diện của John Heitinga và Thomas Vermaelen. Johan Cruyff đã không giấu giếm sự ngưỡng mộ của mình với anh. Ngày 26 Tháng 9 năm 2008 anh gia hạn hợp đồng với Ajax tới tháng 6 năm 2013.
Tháng 7 năm 2012, Vertonghen chính thức trở thành người của Tottenham dưới sự dẫn dắt của HLV Vilas-Boas.

## Sự nghiệp quốc tế
Vertonghen chơi cho đội tuyển U-21 trong năm 2006 và chơi ở giải vô địch U21 UEFA năm 2007. Ngày 21 tháng 6 anh được gọi vào đội tuyển quốc gia Bỉ trong trận giao hữu với Bồ Đào Nha. Anh cũng được chọn vào Thế vận hội 2008.
Anh đã ghi bàn thắng đầu tiên trong một trận giao hữu với Cộng hòa Séc kết thúc trong chiến thắng 3-1 (tháng 8 năm 2009). Hiện tại, anh thường chơi ở hàng tiền vệ. Thomas Vermaelen và Daniel Van Buyten là cặp đôi được ưa thích ở hàng Hậu vệ. Anh đã trở lại trong trận giao hữu với Hungary và giành chiến thắng 3-1.
Tại World Cup 2014, anh chỉ có được một bàn thắng trong trận thắng 1-0 trước Hàn Quốc, và 4 năm sau tại Nga, anh cũng chỉ có được một bàn thắng trong trận thắng 3-2 trước Nhật Bản. Chung cuộc Bỉ giành huy chương đồng chung cuộc World Cup 2018 sau chiến thắng 2-0 trước đội tuyển Anh.
Sau kì UEFA Euro 2024 không thành công của đội tuyển Bỉ (thất bại trước Pháp ở vòng 16 đội), Jan Vertonghen chính thức chia tay đội tuyển quốc gia sau 17 năm gắn bó, tổng cộng anh đã thi đấu 157 trận và ghi được 10 bàn thắng.

## Thống kê sự nghiệp

### Câu lạc bộ

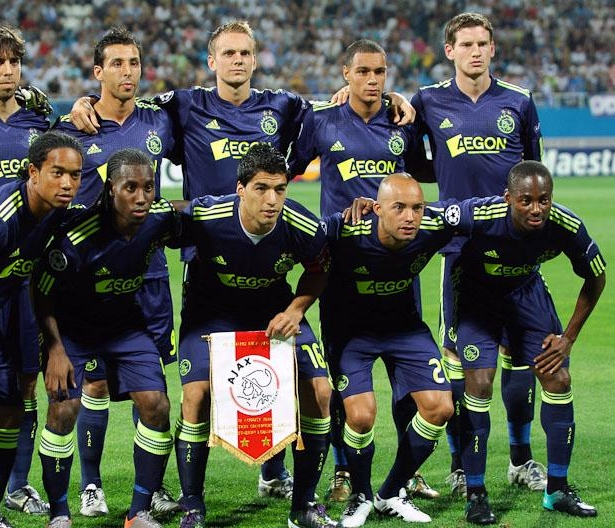
Vertonghen (hàng trên, từ phải sang) thi đấu cho AFC Ajax giai đoạn 2003 – 2012.

Tính đến 5 tháng 5 năm 2024.
| Câu lạc bộ          | Mùa giải            | Giải đấu | Giải đấu | Domestic Cup | Domestic Cup | League Cup | League Cup | Châu Âu | Châu Âu | Khác | Khác | Tổng cộng | Tổng cộng |
| Câu lạc bộ          | Mùa giải            | Trận     | Bàn      | Trận         | Bàn          | Trận       | Bàn        | Trận    | Bàn     | Trận | Bàn  | Trận      | Bàn       |
| ------------------- | ------------------- | -------- | -------- | ------------ | ------------ | ---------- | ---------- | ------- | ------- | ---- | ---- | --------- | --------- |
| Ajax                | 2006–07             | 3        | 0        | 0            | 0            | —          | —          | 3       | 0       | 0    | 0    | 6         | 0         |
| RKC Waalwijk (mượn) | 2006–07             | 12       | 3        | 2            | 0            | —          | —          | —       | —       | 6    | 0    | 20        | 3         |
| Ajax                | 2007–08             | 31       | 2        | 3            | 0            | —          | —          | 1       | 0       | 2    | 0    | 37        | 2         |
| Ajax                | 2008–09             | 26       | 4        | 2            | 0            | —          | —          | 7       | 1       | —    | —    | 35        | 5         |
| Ajax                | 2009–10             | 32       | 3        | 7            | 0            | —          | —          | 10      | 0       | —    | —    | 49        | 3         |
| Ajax                | 2010–11             | 32       | 6        | 6            | 1            | —          | —          | 13      | 1       | 0    | 0    | 51        | 8         |
| Ajax                | 2011–12             | 31       | 8        | 3            | 2            | —          | —          | 8       | 0       | 0    | 0    | 42        | 10        |
| Tổng cộng           | Tổng cộng           | 155      | 23       | 21           | 3            | —          | —          | 42      | 2       | 2    | 0    | 220       | 28        |
| Tottenham Hotspur   | 2012–13             | 34       | 4        | 1            | 0            | 2          | 1          | 12      | 1       | —    | —    | 49        | 6         |
| Tottenham Hotspur   | 2013–14             | 23       | 0        | 0            | 0            | 2          | 0          | 8       | 1       | —    | —    | 33        | 1         |
| Tottenham Hotspur   | 2014–15             | 32       | 1        | 2            | 0            | 6          | 0          | 7       | 0       | —    | —    | 47        | 1         |
| Tottenham Hotspur   | 2015–16             | 29       | 0        | 0            | 0            | 0          | 0          | 4       | 0       | —    | —    | 33        | 0         |
| Tottenham Hotspur   | 2016–17             | 33       | 0        | 3            | 0            | 0          | 0          | 6       | 0       | —    | —    | 42        | 0         |
| Tottenham Hotspur   | 2017–18             | 29       | 0        | 3            | 1            | 1          | 0          | 5       | 0       | —    | —    | 38        | 1         |
| Tottenham Hotspur   | 2018–19             | 23       | 1        | 4            | 1            | 0          | 0          | 3       | 0       | —    | —    | 30        | 2         |
| Tổng cộng           | Tổng cộng           | 232      | 6        | 15           | 2            | 12         | 1          | 56      | 3       | —    | —    | 315       | 12        |
| Benfica             | 2020–21             | 28       | 0        | 3            | 0            | 1          | 0          | 9       | 1       | 1    | 0    | 42        | 1         |
| Benfica             | 2021–22             | 28       | 0        | 3            | 0            | 2          | 0          | 0       | —       | —    | 46   | 0         |           |
| Benfica             | 2022–23             | 1        | 0        | —            | —            | —          | —          | 0       | 0       | —    | —    | 1         | 0         |
| Tổng cộng           | Tổng cộng           | 57       | 0        | 6            | 0            | 3          | 0          | 22      | 1       | 1    | 0    | 89        | 1         |
| Anderlecht          | 2022–23             | 24       | 1        | 1            | 0            | —          | —          | 11      | 1       | —    | —    | 36        | 2         |
| Anderlecht          | 2023–24             | 34       | 3        | 2            | 0            | —          | —          | —       | —       | —    | —    | 36        | 3         |
| Tổng cộng           | Tổng cộng           | 58       | 4        | 3            | 0            | —          | —          | 11      | 1       | —    | —    | 72        | 5         |
| Tổng cộng sự nghiệp | Tổng cộng sự nghiệp | 514      | 36       | 46           | 5            | 15         | 1          | 131     | 7       | 3    | 0    | 709       | 49        |

### Đội tuyển quốc gia
Bàn thắng quốc tế
| #  | Ngày                 | Địa điểm                                              | Đối thủ      | Bàn thắng | Kết quả | Giải đấu                      |
| -- | -------------------- | ----------------------------------------------------- | ------------ | --------- | ------- | ----------------------------- |
| 1  | 12 tháng 8 năm 2009  | Na Stínadlech, Teplice, Cộng hòa Séc                  | Cộng hòa Séc | 1–3       | 1–3     | Giao hữu                      |
| 2  | 29 tháng 3 năm 2011  | Sân vận động Nhà vua Baudouin, Brussels, Bỉ           | Azerbaijan   | 4–1       | 4–1     | Vòng loại UEFA Euro 2012      |
| 3  | 15 tháng 8 năm 2012  | Sân vận động Nhà vua Baudouin, Brussels, Bỉ           | Hà Lan       | 4–2       | 4–2     | Giao hữu                      |
| 4  | 7 tháng 9 năm 2012   | Sân vận động Thiên niên kỷ, Cardiff, Wales            | Wales        | 2–0       | 2–0     | Vòng loại FIFA World Cup 2014 |
| 5  | 26 tháng 6 năm 2014  | Arena Corinthians, São Paulo, Brasil                  | Hàn Quốc     | 1–0       | 1–0     | FIFA World Cup 2014           |
| 6  | 13 tháng 11 năm 2015 | Sân vận động Nhà vua Baudouin, Brussels, Bỉ           | Ý            | 1–1       | 3–1     | Giao hữu                      |
| 7  | 3 tháng 9 năm 2017   | Sân vận động Karaiskakis, Piraeus, Hy Lạp             | Hy Lạp       | 1–0       | 2–1     | Vòng loại FIFA World Cup 2018 |
| 8  | 7 tháng 10 năm 2017  | Sân vận động Grbavica, Sarajevo, Bosna và Hercegovina | Hy Lạp       | 3–2       | 4–3     | Vòng loại FIFA World Cup 2018 |
| 9  | 2 tháng 7 năm 2018   | Rostov Arena, Rostov-on-Don, Nga                      | Nhật Bản     | 1–2       | 3–2     | FIFA World Cup 2018           |
| 10 | 12 tháng 9 năm 2023  | Sân vận động Nhà vua Baudouin, Brussels, Bỉ           | Estonia      | 1–0       | 4–0     | Vòng loại UEFA Euro 2024      |

## Danh hiệu

### Câu lạc bộ

#### Ajax
- Eredivisie (1): 2010–11
- KNVB Cup (1): 2009–10

#### Tottenham Hotspur
- Á quân UEFA Champions League 2018–19

### Quốc tế
- Hạng ba FIFA World Cup 2018

### Cá nhân
- Tài năng của năm của Ajax (1): 2007–08